# Otis Sistrunk
Otis Sistrunk é um ex-jogador profissional de futebol americano estadunidense

## Carreira
Otis Sistrunk foi campeão da temporada de 1976 da National Football League jogando pelo Oakland Raiders.